# Sankt Margarethen bei Knittelfeld
Sankt Margarethen bei Knittelfeld é um município da Áustria, situado no distrito de Murtal, no estado da Estíria. Tem 148,23 km² de área e sua população em 2019 foi estimada em 2.703 habitantes.